# Cristóbal Ruiz Pulido
Cristóbal Ruiz Pulido (La Loma-Villacarrillo, Jaén, 15 de marzo de 1881 - Ciudad de México, 24 de julio de 1962) fue un pintor español, destacado paisajista y retratista. De su obra pictórica, muy personal, destaca el retrato que hizo de Antonio Machado, en 1926.

## Biografía
Hijo de Antonia Pulido Martínez y Cristóbal Ruiz Martínez, pasa su infancia en Villacarrillo. Aún adolescente, se inició en el dibujo con Rafael Romero Barros en Córdoba (1895-1896) y con catorce años ingresó en el curso especial de pintura, escultura y grabado de la Real Academia de San Fernando en Madrid, perfeccionando su conocimiento de la pintura academicista de la época con Alejandro Ferrant. De la capital española marchó a Francia (1902); conoció allí las vanguardias pictóricas y estudió un tiempo en la Académie Julian de París con Jean-Paul Laurens. Los años en Francia fueron complejos en lo económico pero fructíferos en lo artístico, pues compartió vivencias y amistad con Modigliani, Picasso y el poeta Antonio Machado, entre otros. En 1911, todavía en París, el pintor conoció a Madeleine, con quien tendría su primera hija un año después. Se instalaron luego en Bélgica y durante su permanencia en Bruselas estalló la Primera Guerra Mundial, lo que les llevó a regresar a casa de los padres del pintor, en Villacarrillo, y más tarde a Madrid, donde Cristóbal concluyó sus estudios de Bellas Artes. De vuelta en España, su creciente producción artística se vería recompensada por los premios obtenidos en los años 1910 y 1920, periodo en el que expuso en el Ateneo madrileño y en el Museo de Bellas Artes de Bilbao. También, de su contacto con los vanguardistas cántabros Gerardo Alvear y Ricardo Bernardo, salieron sus muestras en Torrelavega y en Santander. 
Ya entonces su inclinación al retrato y al paisaje se habían hecho evidentes, y su estilo, academicista pero con influencias de las vanguardias, aunque «distante de las más radicales experiencias formales», «invitaba [en los paisajes] a la reflexión contemplativa», evocando en quien contempla su obra «un mundo sereno, silencioso, callado, equilibrado».  Tras un tiempo en la provincia de Jaén como profesor de arte, obtuvo la cátedra de paisaje en la Real de San Fernando (1932). Con Machado, del que conservaba una amena amistad, fue contertulio de San Gregorio en Segovia, reunión intelectual en la que conoció también a otros artistas como los ceramistas Fernando Arranz y Juan Zuloaga, y el pintor Eugenio de la Torre.
Al iniciarse la Guerra Civil se encontraba en Madrid. Allí, junto a otros muchos, participó en  salvar de los incendios provocados por los bombardeos sobre la capital sitiada por los sublevados, las obras de arte de distintos museos, así como algunas piezas únicas de la Biblioteca Nacional, colaborando también en su traslado a Valencia y Barcelona. En 1938 se exilió en Nueva York, donde residió algunos años, y desde allí marchó a Puerto Rico, donde fijó su residencia definitiva y fue profesor en su universidad. En sus dilatadas visitas a México, donde residía su hija, pintó otro de sus más reconocidos retratos, el del músico Pau Casals (1957) y de la psicóloga Mercedes Rodrigo Bellido (1952). 
En España, se conserva obra de Cristóbal Ruiz en el Museo de Jaén, en el Museo Nacional Centro de Arte Reina Sofía y en el Museo de Bellas Artes de Bilbao.